# رنتسو پووسینکوویچ
رنتسو پووسینکوویچ (انگلیسی: Renco Posinković؛ زادهٔ ۴ ژانویهٔ ۱۹۶۴) بازیکن واترپلو اهل کرواسی بود.
وی در مسابقات کشوری و بین‌المللی در مجموع برندهٔ ۱ مدال طلا شده‌است.